# Pterolophia reduplicata
Pterolophia reduplicata là một loài bọ cánh cứng trong họ Cerambycidae.